# Nancy Savoca
Nancy Laura Savoca (nascuda el 23 de juliol de 1959) és una directora, productora i guionista de cinema estatunidenca.

## Primers anys
Nancy Laura Savoca va néixer l'any 1959 al Bronx, Nova York, filla dels immigrants argentins i sicilians Maria Elvira i Carlos Savoca, respectivament. Va assistir a escoles locals. Després de completar els seus cursos al Queens College, Flushing, Nova York, Savoca es va graduar el 1982 a l'escola de cinema de la Universitat de Nova York, la Tisch School of the Arts. Mentre estava allí, va rebre el premi Haig P. Manoogian a l'excel·lència global pels seus curtmetratges Renata i Bad Timing.

## De 1985 a 1999
Després de l'escola de cinema, Savoca va treballar com a artista de storyboard i assistent d'editor en diverses pel·lícules independents i vídeos musicals. La seva primera experiència professional va ser com a assistent de producció de John Sayles a la seva pel·lícula The Brother from Another Planet, i com a assistent auditor de Jonathan Demme a dues de les seves pel·lícules: Alguna cosa salvatge (1986), i Casada amb tots (1988).
El 1989, va dirigir el seu primer llargmetratge, la True Love, amb finançament privat, sobre els rituals matrimonials italoamericans al Bronx. Va guanyar el Gran Premi del Jurat al Festival de Cinema de Sundance. La pel·lícula, protagonitzada per Annabella Sciorra i Ron Eldard, tots dos debutant al cinema, va ser elogiada com una de les millors pel·lícules de l'any tant per Janet Maslin com per Vincent Canby del New York Times. Savoca va ser nominada a un Premi Independent Spirit com a millor director. MGM/UA va agafar els drets de distribució i RCA va llançar la banda sonora, amb dues cançons que van arribar als 40 millors èxits de les llistes de Billboard.
Des d'aleshores ha escrit, dirigit i produït pel·lícules per a la gran pantalla i la televisió, escrit o polit guions per a altres directors i dirigit diversos episodis de sèries de televisió en curs. Va ser una de les cinc escriptores i va coescriure els tres segments de la Si les parets parlessin, una minisèrie sobre el dret a l'avortament, produïda per Demi Moore, i va dirigir els dos primers segments. El segon segment va ser protagonitzat per Sissy Spacek, que va interpretar una dona casada que no creu que es pugui permetre un altre fill. Cher va protagonitzar i va dirigir el tercer segment, en el qual va interpretar una metgessa assenyalada per activistes contra l'avortament. Va ser nominada a quatre premis Primetime Emmy i tres premis Globus d'Or, inclosa la millor minisèrie o pel·lícula de televisió.
Dues de les pel·lícules de Savoca, Household Saints i True Love, apareixen a la Guia de les 1.000 millors pel·lícules mai fetes del New York Times St. Martin's Griffin. La seva pel·lícula True Love va ser anomenada una de les "50 millors pel·lícules independents de tots els temps" per Entertainment Weekly.
L'obra de Nancy Savoca també ha estat objecte d'una retrospectiva del American Museum of the Moving Image.

## 2000 i després
Savoca va dirigir el 2002 la pel·lícula de concerts Reno: Rebel without a Pause protagonitzada pel còmic Reno.
El 2012, Savoca i Rich Guay estaven rodant un documental sobre Gato Barbieri, un saxofonista de jazz argentí. Actualment també estaven treballant per al rodatge de la novel·la de Ki Longfellow The Secret Magdalene (Eio Books, 2005; Random House, 2007) en què Savoca tornava a ser guionista i director, mentre Guay era productor.
Quan Revolution Books va projectar Dirt l'11 d'agost de 2010, Savoca va aparèixer per a unes preguntes i respostes. Rodada a Nova York i El Salvador, Dirt és una tragicomèdia sobre una dona de neteja sense documentació.
El febrer de 2011, Colòmbia va fer una retrospectiva del treball de Savoca a la qual va assistir.
Savoca va completar un llargmetratge independent, Union Square, protagonitzat per Mira Sorvino, Tammy Blanchard, Patti LuPone, Mike Doyle, Michael Rispoli i Daphne Rubin-Vega. Madeleine Peyroux va gravar una cançó final per a la pel·lícula que va ser convidada a estrenar-se al Festival Internacional de Cinema de Toronto de 2011. Es va estrenar en sales seleccionades d'arreu dels Estats Units.
El 4 de juny de 2012, Nancy Savoca va rebre un homenatge al Best in the Biz al Female Eye Film Festival del 10è aniversari del Canadà.
El 13 de juliol de 2012, Union Square es va obrir a la ciutat de Nova York, Los Angeles i Toronto. Pel·lícula independent rodada en 12 dies per menys de 100.000 dòlars, va rebre un avís generalitzat de fonts impresses importants com The New York Times, to online sources like Newsday, Yahoo Voices i Pasadena Sun.
A la tardor del 2012, Nancy va dirigir un curtmetratge per a "Scenarios USA", una organització que utilitza les històries d'estudiants de secundària, transformant-les en curtmetratges de realització professional. Nancy va treballar amb estudiants de guionistes per ajudar a desenvolupar les seves idees originals en pel·lícules que s'emeten a Showtime i que formen part d'un pla d'estudis innovador utilitzat a les escoles secundàries d'arreu del país.

## Vida personal
Nancy Savoca està casada amb la seva parella professional de fa molt de temps, Richard Guay.

## Premis i nominacions
- Premi Haig P. Manoogian, 1982, Universitat de Nova York
- Gran Premi del Jurat, Festival de Cinema de Sundance de 1989 - "True Love"
- Guanyador, Festival Internacional de Cinema de Sant Sebastià de 1989 – True Love
- Nominada, Millor director, Premi Independent Spirit de 1990 - True Love
- Nominada, Millor guió, Premi Independent Spirit 1994 - "Household Saints"
- Guanyador, Premi Lucy de 1996 – Si les parets parlessin
- Nominat, director destacat d'un llargmetratge, ALMA de 2000 – The 24-Hour Woman
- Guanyador, Millor director, Festival Internacional de Cinema Llatí de Los Angeles 2004 – Dirt

## Filmografia
- Renata (1982) (curtmetratge)
- Bad Timing (1982) (curtmetratge)
- True Love (1989)
- Una noia diferent (1991)[16][17]
- Household Saints (1993) (coescrita amb Richard Guay)
- Dark Eyes (1995) (TV)
- Murder One (1995) (TV)
- Si les parets parlessin (1996) (TV) (coescrita amb I. Marlene King i Susan Nanus)
- The 24 Hour Woman (1999) (coescrita amb Richard Guay)
- Third Watch (2000) (TV)
- The Mind of the Married Man (2001) (TV)
- Reno: Rebel without a Pause (2003) (TV) (també co-productora)
- Dirt (2003) (coescrita amb Richard Guay)
- Union Square (2012) (coescrita amb Mary Tobler)

## Directora de televisió
- Chapter Five, Murder One, ABC (1995)
- 1952 i 1974 – Si les parets parlessin minisèrie (1996)
- Know Thyself, Third Watch, NBC (2000)
- Anywhere, Anytime, The Mind of the Married Man, HBO (2001)
- Dirt, Showtime (2003)
- The Great Spacecoaster sèrie infantil (1980s)

## Com a guionista
- Renata (curtmetratge, coguionista) (1982)
- Bad Timing (curtmetratge, coguionista) (1982)
- True Love (coguionista amb Richard Guay) (1989)
- Household Saints (coguionista amb Richard Guay) (1993)
- If These Walls Could Talk (coguionista) (1996)
- The 24 Hour Woman (coguionista amb Richard Guay) (1999)
- The Secret Magdalene (2012)
- Union Square (coguionista amb Mary Tobler) (2012)[18]